# Telesus
Telesus là một chi bọ cánh cứng trong họ 
Elateridae.
Chi này được miêu tả khoa học năm 1880 bởi Candèze.

## Các loài
Các loài trong chi này gồm:
- Telesus ritsemae Candèze, 1880
- Telesus rufus Cobos, 1970
- Telesus vanderplaetseni Girard, 2003